# Franz Grillparzer
Franz Seraphicus Grillparzer (n. 15 ianuarie 1791, Viena, Monarhia Habsburgică – d. 21 ianuarie 1872, Viena, Austro-Ungaria) a fost un dramaturg și poet austriac, reprezentant de seamă al dramaturgiei austriece din secolul al XIX-lea.
A fost influențat de scriitori ca: Shakespeare, Lope de Vega și Calderón de la Barca.

## Opera
- 1807 - 1809 Blanca din castilia ("Blanca von Castilien");
- 1809: Spartacus ("Spartacus");
- 1809: Alfred cel Mare ("Alfred der Grosse");
- 1817: Străbuna ("Die Ahnfrau");
- 1818: Safo ("Sappho");
- 1821: Lâna de aur ("Das goldene Vlies"), trilogie formată din:
  - Oaspeții ("Der Gastfreund")
  - Argonauții ("Die Argonauten")
  - Medeea ("Medea");
- 1823: Norocul și sfârșitul regelui Otokar ("König Ottokars Glück und Ende");
- 1826: Un servitor credincios și stăpânul său ("Ein treuer Diener seines Herrn");
- 1827: Poezii ("Gedichte");
- 1831: Valurile mării și ale dragostei ("Des Meeres und der Liebe Wellen");
- 1834: Un vis, o viață ("Der Traum, ein Leben");
- 1835: "Tristia ex Ponto"
- 1838: Vai de cel ce minte ("Weh dem, der lügt");
- 1847: Libussa ("Libussa");
- 1848: Jucătorul sărman ("Der arme Spielmann");
- 1848: "Ein Bruderzwist im Hause Habsburg";
- 1848: Estera ("Esther");
- 1851: Evreica din Toledo ("Die Jüdin von Toledo").

## Legături externe
- de  Opera lui Grillparzer la Project Gutenberg
- en  Grillparzer la The Literary Encyclopedia
- en  Biografie la Catholic Encyclopedia